# TV Mallorca
TV Mallorca fue el canal de televisión español de la Radio y Televisión de Mallorca (RTVM), que dependía del Consejo Insular de Mallorca.

## Historia
A finales de 2005 se creó Radio y Televisión de Mallorca que agrupaba Ona Mallorca y TV Mallorca, que recogía la herencia de once televisiones locales existentes en Mallorca antes de 2006. Las televisiones locales pasaron a formar parte de una red de corresponsalías que se fue ampliando progresivamente.
El 7 de noviembre de 2005 el pleno del Consejo Insular de Mallorca, aprobó definitivamente por unanimidad los estatutos y la constitución de la nueva televisión, bajo la fórmula de sociedad mercantil local Radio y Televisión de Mallorca, SA, para la prestación del servicio público de radio y televisión del Consejo Insular de Mallorca. Entonces, nació la Radio y Televisión de Mallorca, que comprendía TV Mallorca y Ona Mallorca, la radio pública del Consejo Insular de Mallorca.
El 10 de mayo de 2006 empezaron las emisiones en pruebas y el 11 de septiembre comenzó su programación completa, con un predominio del contenido propio. Desde 2006 fue incorporando nuevos contenidos: informativos de fin de semana en febrero de 2007, series de ficción, películas y retransmisiones de eventos deportivos a finales de 2007.
Desde junio de 2009 emitió en digital a través de la TDT, con una cobertura del 98% de la población de Mallorca.
Finalmente, Televisión de Mallorca echó el cierre definitivo después de que el Consejo Insular de Mallorca de la localidad decidiera cerrar este ente público como consecuencia de la crisis económica. El Pleno del gobierno insular así lo aprobó anteriormente, dando por concluido el periplo que comenzara en 2006, cuando este ente comenzó sus emisiones. La despedida del canal llegó a las 0:00 horas del viernes 9 de diciembre de 2011, mientras que tres horas antes, la emisora de radio pública hacía lo propio y desaparecía de las ondas.
En la actualidad se ve a través de las desaparecidas frecuencias de TV Mallorca en TDT: IB3 TV en transmisión simultánea.
En la actualidad se escucha a través de las desaparecidas frecuencias de Ona Mallorca en TDT y FM: IB3 Ràdio en transmisión simultánea.

## Posicionamento
TV Mallorca se posicionaba como una televisión temática de Mallorca. Era una cadena temática, no por los formatos o tipo de contenido, sino por los protagonistas del contenido, que eran los mallorquines.
Esta propuesta, juntamente con el nivel de calidad de los programas, permitía que TV Mallorca presentara un planteamiento diferenciado dentro del panorama televisivo de Mallorca. La información de proximidad, la diferencia de la televisiones generalistas y el nivel de calidad de producción y diversidad de su parrilla de programas, la diferenciaba de las televisiones locales.

## Frecuencias
Frecuencia digital
- Canal 37 UHF: Mallorca.

## Instalaciones
- Radio y Televisión de Mallorca, (Servicios Centrales)

c/ Gran Vía Asima, 2. Planta 7
07009 Palma (Baleares)
Telf. 971629090 
Fax 971629091 
- Estudios TV Mallorca

Camino Viejo de Buñola, 47 nave 3
07009 Palma (Baleares) 
Telf. 971629092 
Fax 971629093

## Programación
Información de Mallorca
uno de los puntos fuertes de TV Mallorca es la capacidad de proporcionar información sobre la isla. La red de corresponsalías ofrece una gran cobertura a la Part Forana, que alimenta unos informativos diferenciados por el alto nivel de información sobre Mallorca y ofrece una fuerte implantación en els pueblos.
El resto de la programación informativa (debates, programas de análisis de la actualidad ...) atrae, además, un público urbano.
A parte de la progranación informativa existe una amplia oferta propia, atractiva para todos los públicos que incluye:  una amplia diversidad de programas temáticos (cocina, música, cultura y ocio, medio ambiente ...) y programas i retransmisiones deportivas.

### Programas de producción propia
- 1900. Historia
- 4 cantons. Actualidad / Debate político
- 1, 2, 3... sus. Deportes. Presentado por Manel Ferrera
- A Debat. Actualidad / Debate
- Barri Tv. MGZN. Reportages
- Calamars, cocos i altres aventures. Cocina. Presentado por Manolo Barahona
- Camins. Documental
- Cançons d'una illa. Història de la música en català a Mallorca. Cultural / Música
- Caragol treu banya. Infantil
- Celebritats. Documental
- Contant Rondalletes. Infantil
- Contes del món. Infantil
- Coronel Kurtz. Divulgación cine y animación (cortos)
- Cròniques. Documental
- De Nit. Late nitght informativo / Actualidad. Presentado por Neus Albis
- D' Estiu. Magazine. Presentado por Maria Salas
- Els contacontes. Infantil
- Entreacte. Cultural / Teatro
- Enxarxats. Cultural. Presentado per Rafel M. Creus
- Es Sofà de Madò Pereta. Presentado por "Madó Pereta"
- Esportmenut. Deportes / Infantil
- Etcetera. Actualidad / Debate
- Ètics. Actualidad
- Fets i Gent. Cultural
- Generació 2.1. Reportages / entrevistas
- Illa Musical. Música. Presenta Carles Grimalt
- Ítaca. Cultural. Presenta Bel Bestard
- La nostra fauna. Naturaleza
- L'aguait. Natura. Presenta Glòria Franquet
- L'arbre de la vida. Reportages
- L'Arxiu. Documental
- Mallorca endins. Divulgatiu / Cultural. Presenta Dominic Hull
- Mallorca fita a fita. Cultural. Presenta Joan Antoni Olivieri
- Mallorca Notícies. Informativo
- Mca Doc. Reportajes de actualidad
- Mare Nostrum. Cultural / Naturaleza. Presenta Bartomeu Homar
- Memòria i oblit d’una guerra. Serie documental sobre la Guerra Civil en Mallorca.
- Méteo. Información Meteorológica
- Món llull. Ficción
- Música IB. Música
- Nostrum. Cultural
- Ones i Emes. Entretenimiento
- Passa'm la sal. Cocina. Presentado por Aina Burgos y Víctor García
- Què t'hi jugues?. Concurso Infantil
- Respostes. Divulgación
- Retrospectives. Entrevistas
- SiDoRé. Música
- Temps era temps. Historia. Presentado por Gaspar Valero y Raphel Ferrer.
- Tots som emigrants Cultural

## Corresponsalías
- - Andrach. Gabriel Pujol Barceló
  - Binisalem. Bartolomé Sans Visiedo
  - Calviá. Mateu Amengual Monserrat
  - Campos. Jaume Cantallops
  - Consejo Insular de Mallorca. Javier Díez
  - Esporlas. Joan Bonet
  - Felanich. Gori Vicens Julià
  - Lloseta. Vicente Ramón Calatayud
  - Manacor. Carles Grimalt García
  - Petra. Petra Mayol Torrens
  - Son Servera. Gabriel Capó Tous
  - Villafranca de Bonany. Sebastià Nicolau Roig